# Sawarna Timur
Sawarna Timur is een bestuurslaag in het regentschap Lebak van de provincie Banten, Indonesië. Sawarna Timur telt 1929 inwoners (volkstelling 2010).